# DesktopBSD
DesktopBSD este o distribuție bazată pe FreeBSD. Scopul său este să combine stabilitatea din FreeBSD cu ușurința de utilizare a KDE.  Acest sistem de operare poate fi folosit pe calculatorare personale cu procesoare  bazate pe arhitectura x86 sau AMD64.

## Istorie și dezvoltare
DesktopBSD este o distribuție personalizată a FreeBSD, și nu este un sistem diferențiat de FreeBSD. DesktopBSD este întotdeauna bazat pe ultima versiune a FreeBSD, dar are încorporat software preinstalat cum ar fi interfața KDE.
Versiunea curentă este 1.7, lansată pe data de 7 septembrie 2009. Anunțul de lansare a precizat că „Aceasta este ultima și finala versiune a proiectului DesktopBSD” deoarece dezvoltatorul șef nu mai putea contribui cu timpul necesar la dezvoltarea acestuia. Așa că în mai 2010 dezvoltarea DesktopBSD a fost repornită cu o nouă conducere.
Totuși, se pare că dezvoltarea și anunțurile s-au oprit, făcând DesktopBSD să pară o distribuție părăsită.
In septembrie 2016 un grup de entuziaști a repornit dezvoltarea DesktopBSD fiind anunțată o versiune de test DesktopBSD-2.0 cu gnome.
În curând vor fi disponibile și alte versiuni de test cu: KDE, LXDE, MATE, Lumina, XFCE ....
Deoarece domeniul desktopbsd.net nu mai aparține lui Peter Hofer în prezent noua pagina web este la http://www.desktopbsd.weebly.com

## Facilități
- Instalare grafică care include partiționarea discului și adăugarea de utilizatori
- Unelte grafice de gestionare, instalare, și actualizare a pachetelor de software folosind sistemul de Porturi FreeBSD.
- Unelte grafice de managementul rețelei și de actualizare a sistemului de bază FreeBSD .

## Versiunea 1.7 include
- FreeBSD 7.2 ca sistem de bază
- OpenOffice.org 3.1.1 ca suită office.
- Interfață Java SE 6 preinstalată
- X.Org 7.4 cu suport extins de grafică.